# Molos-Ajos Konstandinos
Molos-Ajos Konstandinos (gr. Δήμος Μώλου-Αγίου Κωνσταντίνου, Dimos Molu-Ajiu Konstandinu) – gmina w Grecji, w administracji zdecentralizowanej Tesalia-Grecja Środkowa, w regionie Grecja Środkowa, w jednostce regionalnej Ftiotyda. W 2011 roku liczyła 12 090 mieszkańców. Powstała 1 stycznia 2011 roku w wyniku połączenia dotychczasowych gmin: Ajos Konstandinos, Kamena Wurla i Molos. Siedzibą gminy jest Kamena Wurla.